# Алебарда

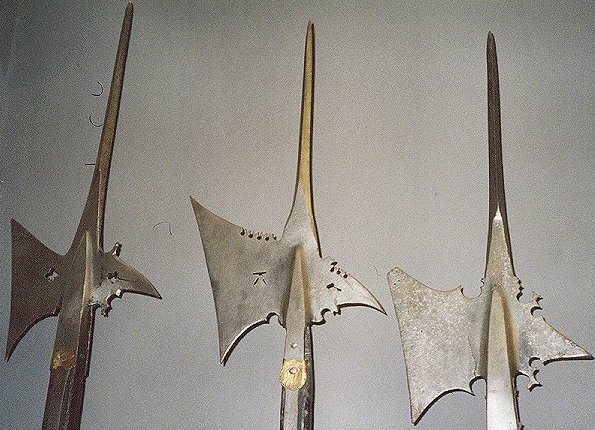
Классические наконечники алебард

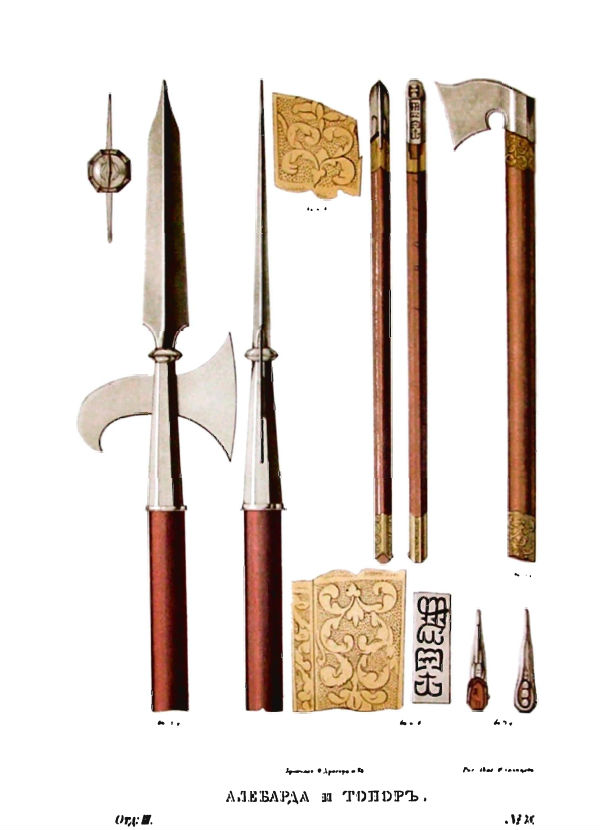
Алебарда и топор, Ф. Г. Солнцев, «Древности Российского государства»

Алеба́рда (нем. Hellebarde, фр. Hallebarde) — древковое холодное оружие с комбинированным наконечником, состоящим из игольчатого (круглого или гранёного) копейного острия и клинка боевого топора с острым обухом.
Алебарда практически аналогична бердышу, и от него отличается тем, что трубка вверху заканчивалась копьём (у некоторых бердышей колющие удары выполнялись носком лопасти топора). Позднее, с развитием огнестрельного оружия алебарда становится церемониальным оружием.

## История

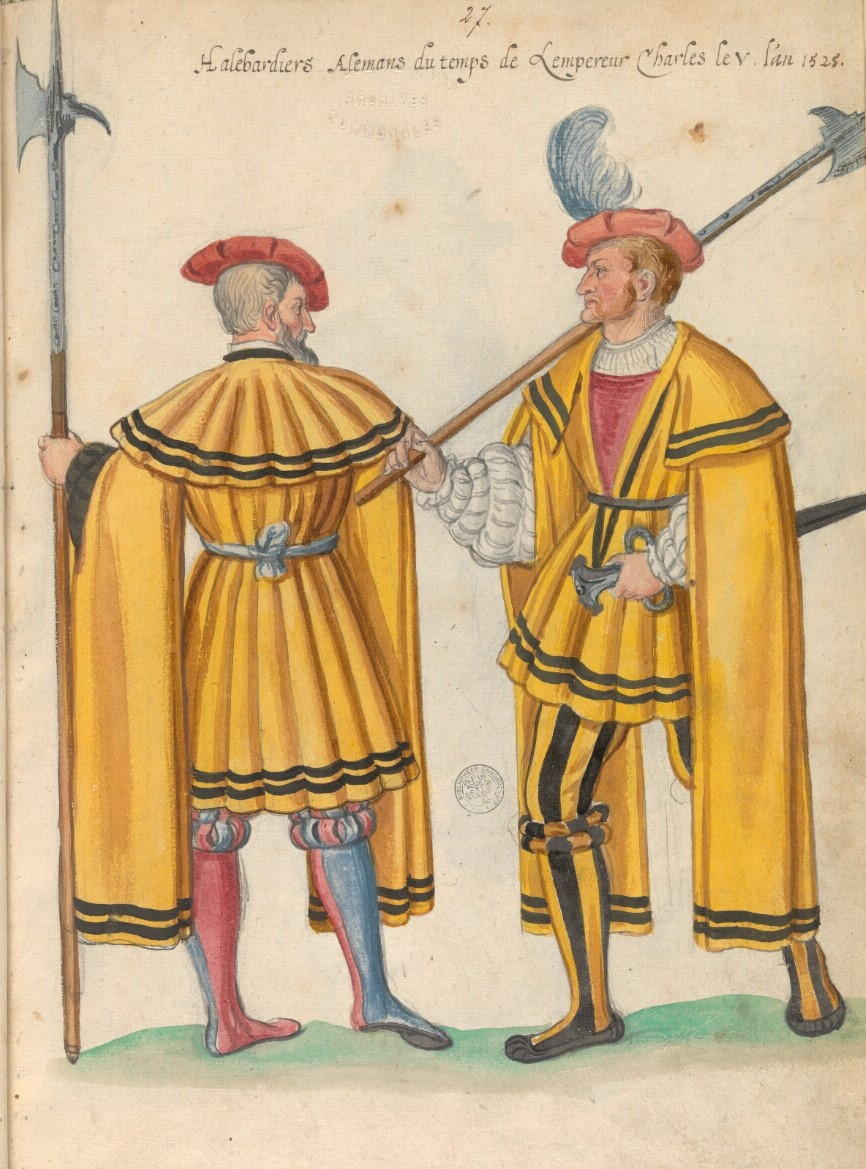
Дворцовые гвардейцы императора Карла V. Акварель из «Всемирного театра старинной и современной моды» Лукаса де Гира (1575 г.)

Алебарда находилась на вооружении пехоты ряда вооружённых сил европейских государств с XIII по XVII век, получив наибольшее распространение в XV—XVI веках как эффективное оружие против хорошо защищённой кавалерии. В XIV—XV веках для этой цели использовался годендак (годенбак).
В XV столетии победы швейцарцев над рыцарской конницей доказали ошибочность западноевропейского взгляда, что воинами могут быть только всадники. Постепенно обычай в Западной Европе считать пехоту презренным войском был забыт. Например, у ландскнехтов тактическо-административной единицей был «значок» силой от 400 до 600 человек личного состава, нанятых одним капитаном, и он состоял из пикинёров, алебардистов и стрелков.
Позднее алебарда стала использоваться как парадно-церемониальное оружие, в таком качестве и по сей день состоит на вооружении Швейцарской гвардии Ватикана. В России в 1700—1811 годах алебарды, протазаны, эспонтоны неоднократно вводились в качестве строевого оружия офицеров и унтер-офицеров пехоты. Эта же практика, судя по сохранившимся изображениям, бытовала и в XVII веке.. В России алебарды составляли почётное вооружение дворцовой стражи и царских телохранителей. До 1856 года алебарда была оружием нижних чинов русской городской полиции.

«… Орудие это, на первый взгляд и особенно издали казавшееся страшным, а в действительности очень тяжёлое и неудобное для какого-либо употребления, стесняло, конечно, хожалых, не обладавших крепостью и выправкой средневековых ландскнехтов, и они часто пребывали без алебарды, оставив её или у своей будки или прислонив к забору.»— Н. В. Давыдов, описывая Москву середины XIX века.
Близким подобием алебарды также является полэкс.
В современности алебарда является объектом исторической реконструкции, так же алебарда используется в исб и на ролевых играх, посвященных средневековью.

## Устройство и принцип действия

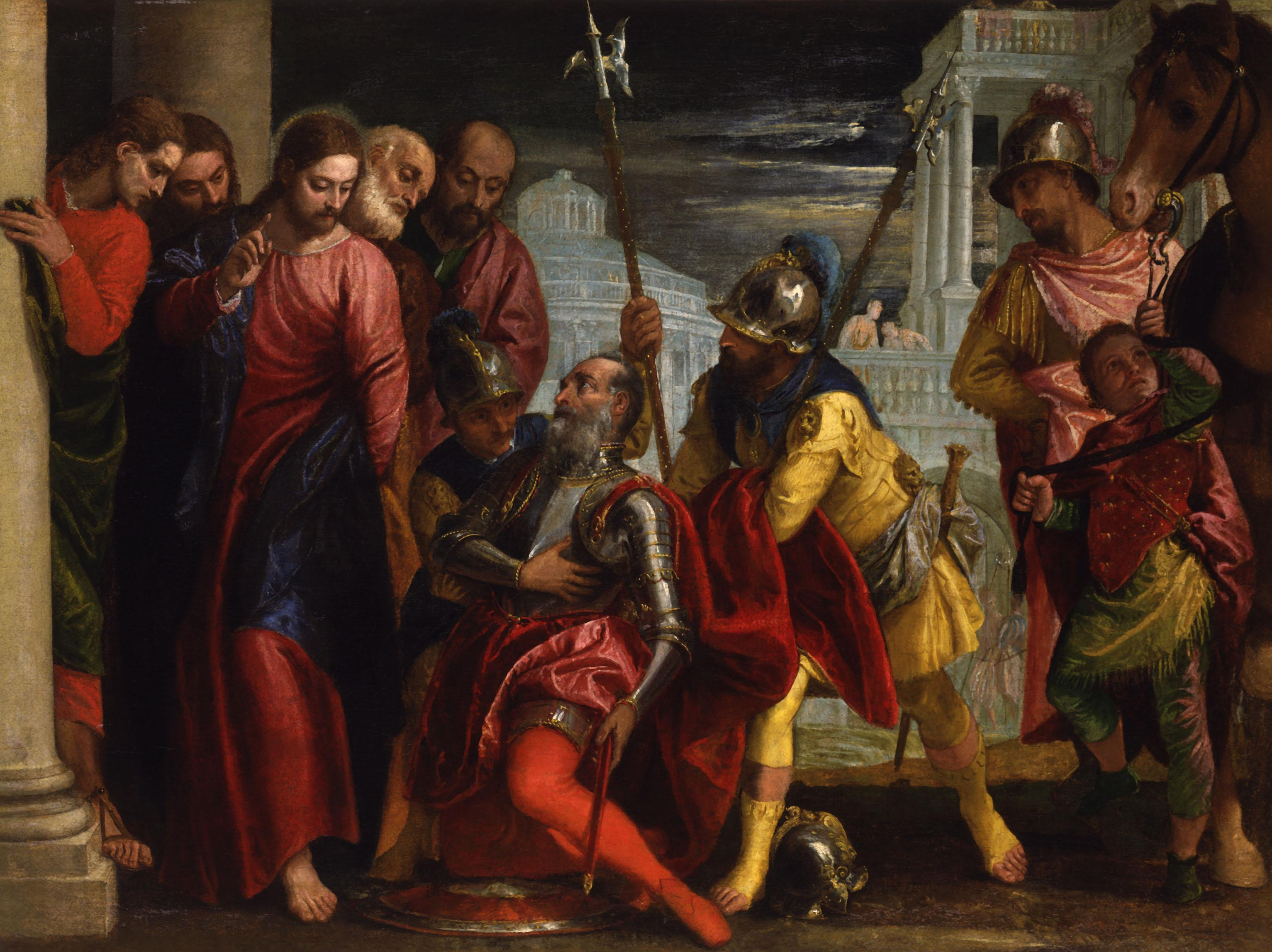
Паоло Веронезе. «Христос и Центурион», сер. XVI в.

Алебарда представляла собой сочетание копейного острия и клинка секиры с острым обухом на длинном (2 — 2,5 метра) древке общей массой 2,5 — 5,5 килограммов. Наконечник алебарды мог оснащаться крюком. Алебарды различались главным образом формой и размерами топора (широкое и узкое; полумесяцем и плоское; выпуклое и вогнутое; секира или чекан) и количеством крюков. Существовали также алебарды без копейного острия. Классическим типом, сформировавшимся к XV веку, является алебарда с узким топориком различной формы, игольчатым остриём и треугольным, слегка искривлённым книзу обухом. Абордажные алебарды оснащались большим крюком и более длинным, около 3 метров, древком. Алебарды в основном использовались в качестве рубящего оружия, также ими стаскивали всадников с коней, стягивали корабли при абордаже, наносили рубяще-дробящие удары лезвием или обухом топора.

### Руководства

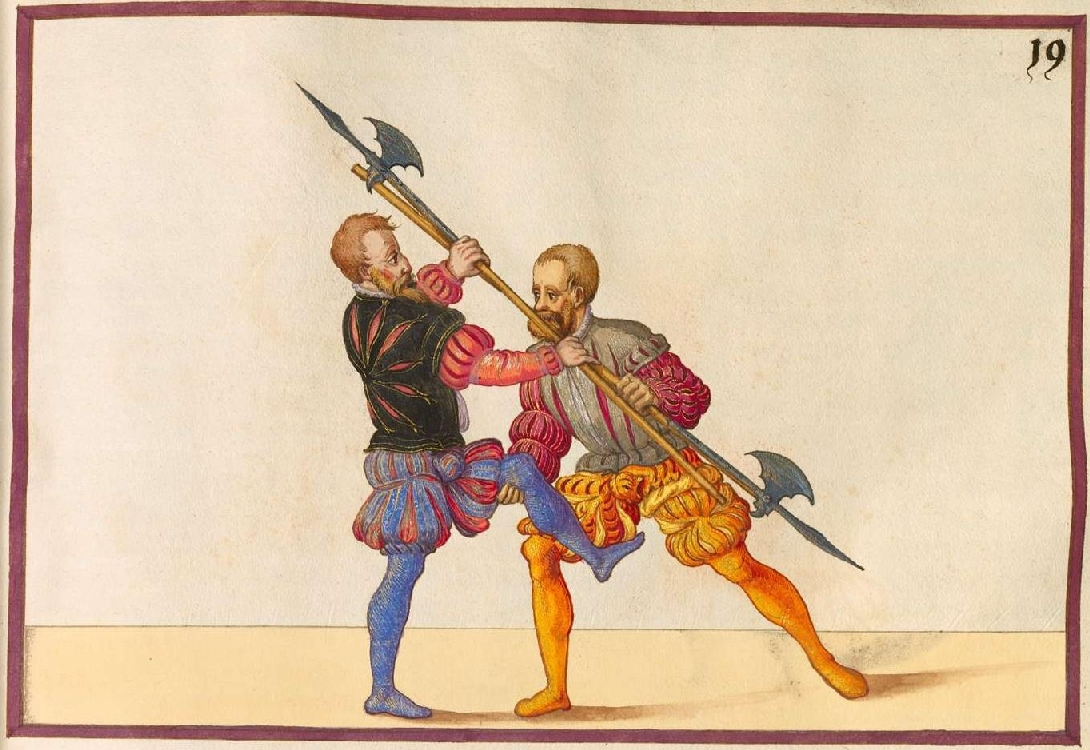
Поединок на алебардах. Илл. из «Фехтовальной книги» Пауля Гектора Майра (1542—1544)

Описание приёмов владения алебардой содержится, в частности, в турнирной книге императора Максимилиана I «Фрейдаль» (1512—1515), а также в рукописной «Фехтовальной книге» чиновника и хрониста из Аугсбурга Пауля Гектора Майра (1542—1544), проиллюстрированном художником Йоргом Броем младшим.

## Виды топора алебарды
- Выпуклое — стандартный вид алебарды, позаимствованный собственно от топора. Был характерен для раннего средневековья.
- Плоское — более совершенный вид алебарды, который пришёл на смену обычному, отличался более мощным ударом и лучшим пробиванием брони по сравнению с выпуклым топором. Был характерен для середины средневековья.
- Полумесяц — конечный вид алебарды, который перешёл на смену плоскому. Отличался ещё более мощным ударом и лучшим пробиванием брони по сравнению с плоским топором. Был характерен для позднего средневековья.

## В живописи

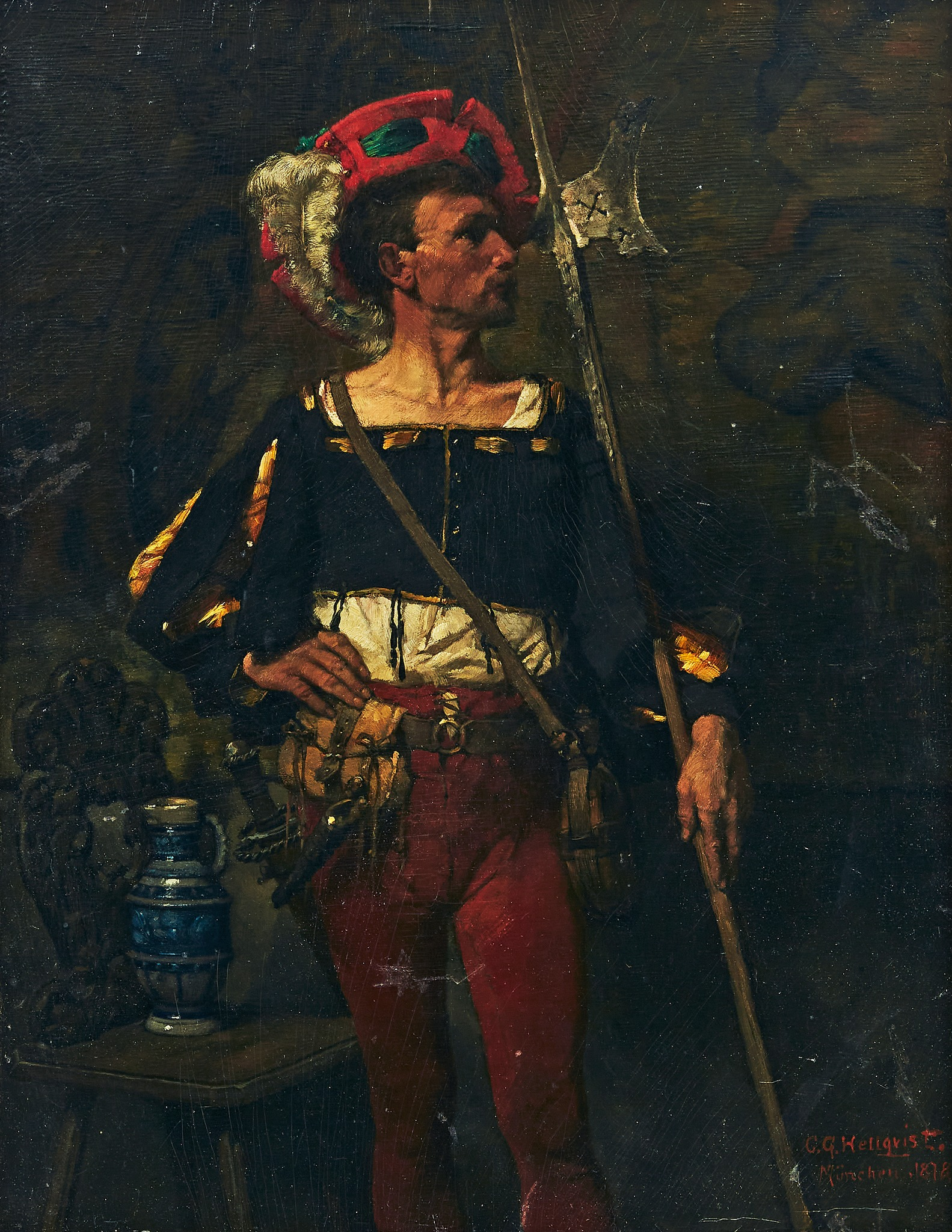
К. Г. Хелльквист. «Вестник» (1878)

В западноевропейском искусстве атрибутом апостолов Иуды Фаддея и Матфея является анахронистичная алебарда; также алебарда была атрибутом богини Минервы.
Изображения разнообразных алебард встречаются в произведениях западноевропейской живописи XVI—XVII веков, наиболее известным из которых является «Ночной дозор» Рембрандта (1642 год).

## Алебарда в средневековом фэнтези
Алебарда как оружие часто используется в средневековом фэнтези. Общим местом является мысль о том, что алебарда, секира и другое древковое рубящее оружие прекрасно подходит для борьбы с крупными монстрами.
Так, в серии Вархаммер фэнтези баттл отряды с алебардами и секирами, как правило, специализируются на уничтожении крупных врагов.
Гномы во Властелине Колец против троллей так же предпочитали применять секиры и алебарды.

## Галерея

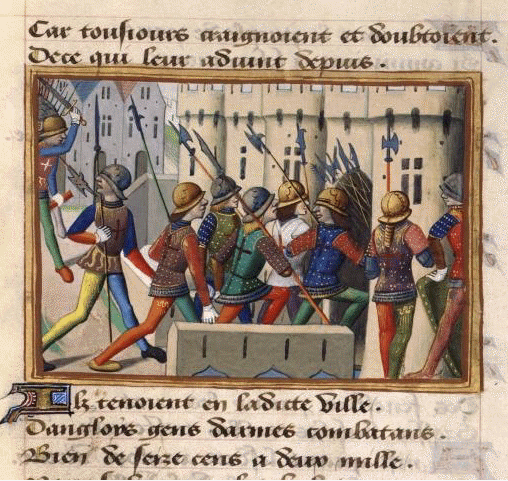
Сдача Парижа в 1420 году. Миниатюра из «Вигилий на смерть короля Карла VII» (1483 г.)
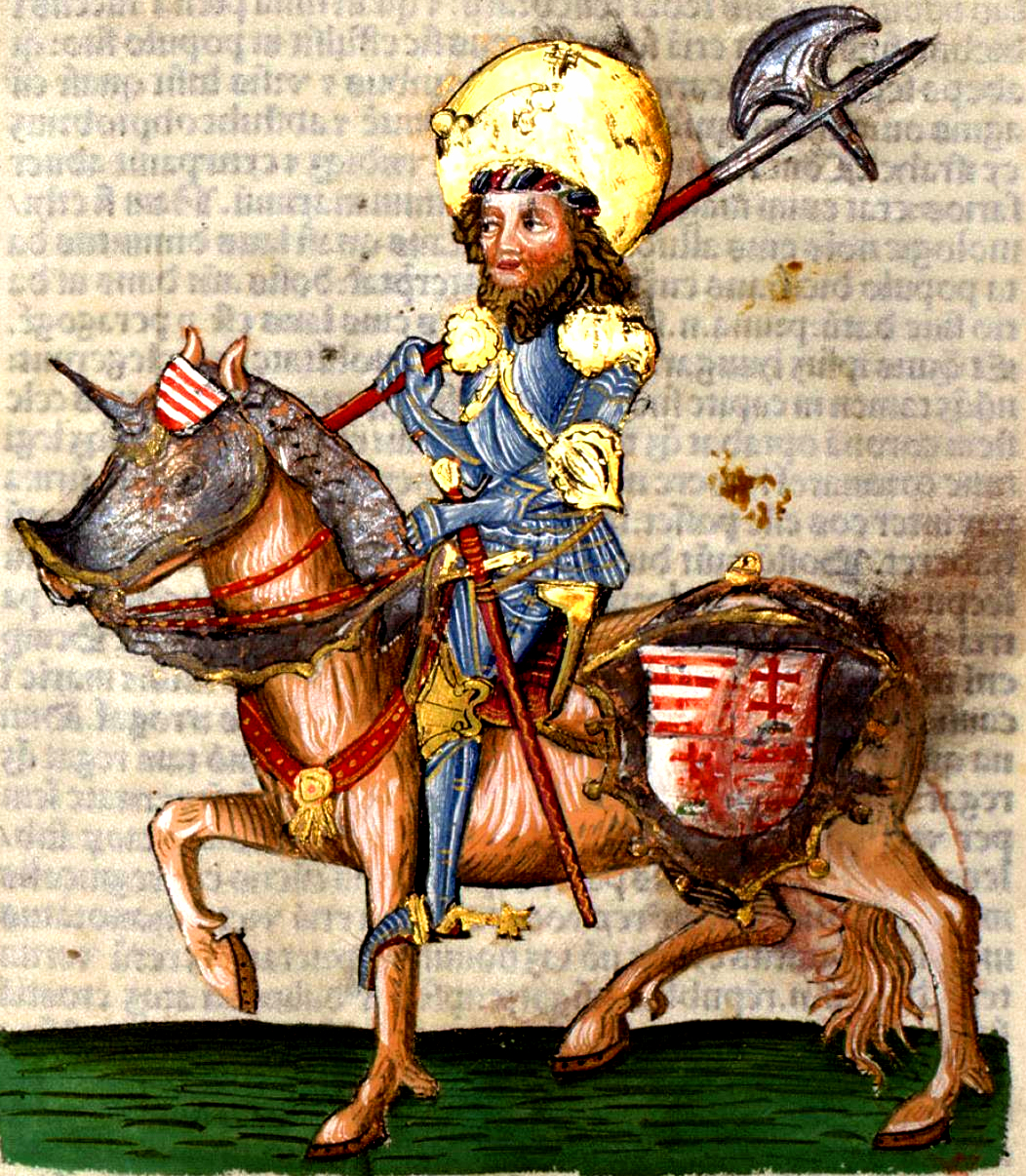
Король Венгрии Ласло I Святой. Ксилография из издания «Хроники венгров» Яноша Туроци (1488 г.)
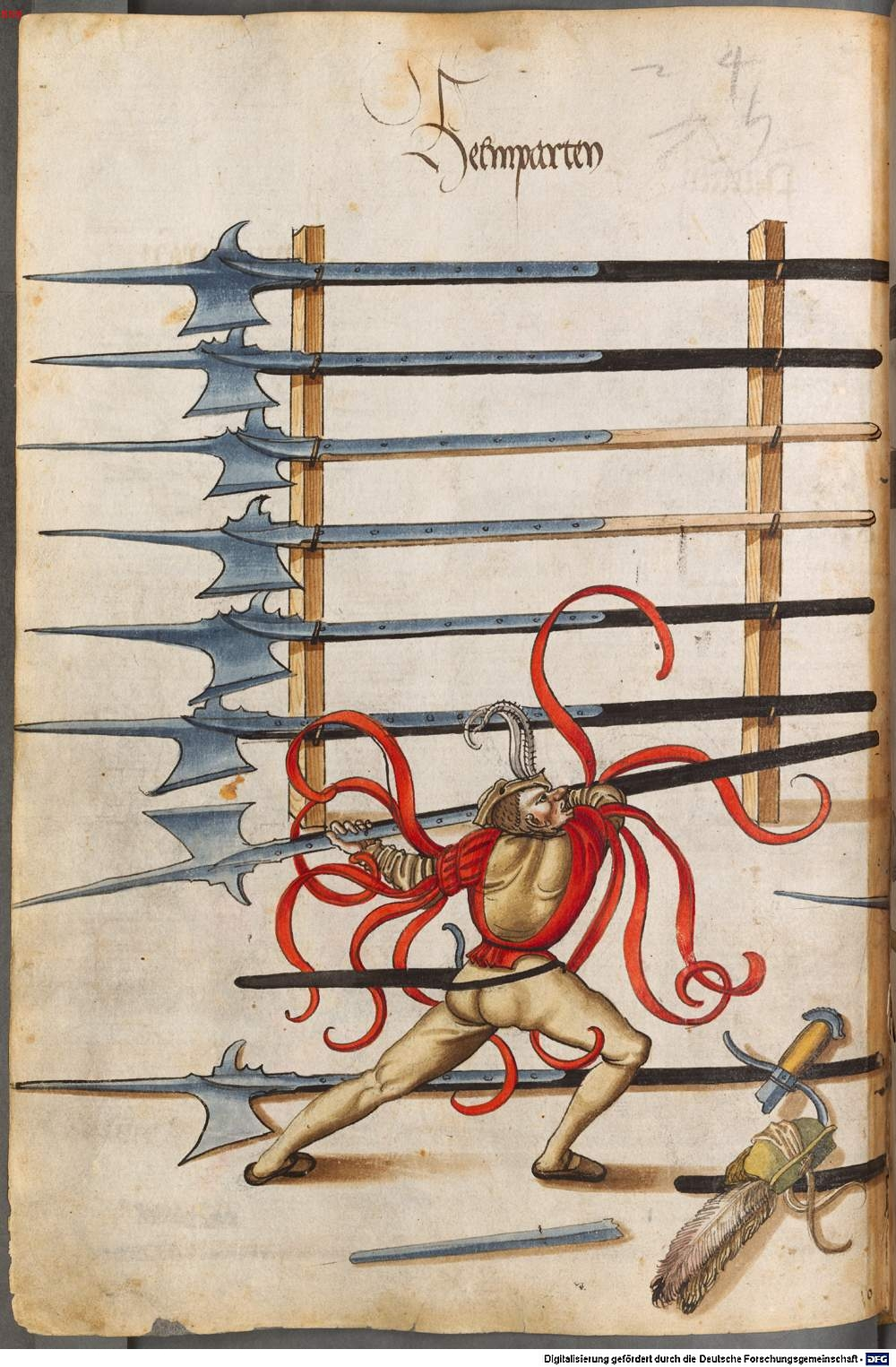
Ландскнехт с алебардой. Илл. Бартоломеуса Фрейслебена из «Арсенальной книги» Максимилиана I (1502 г.)
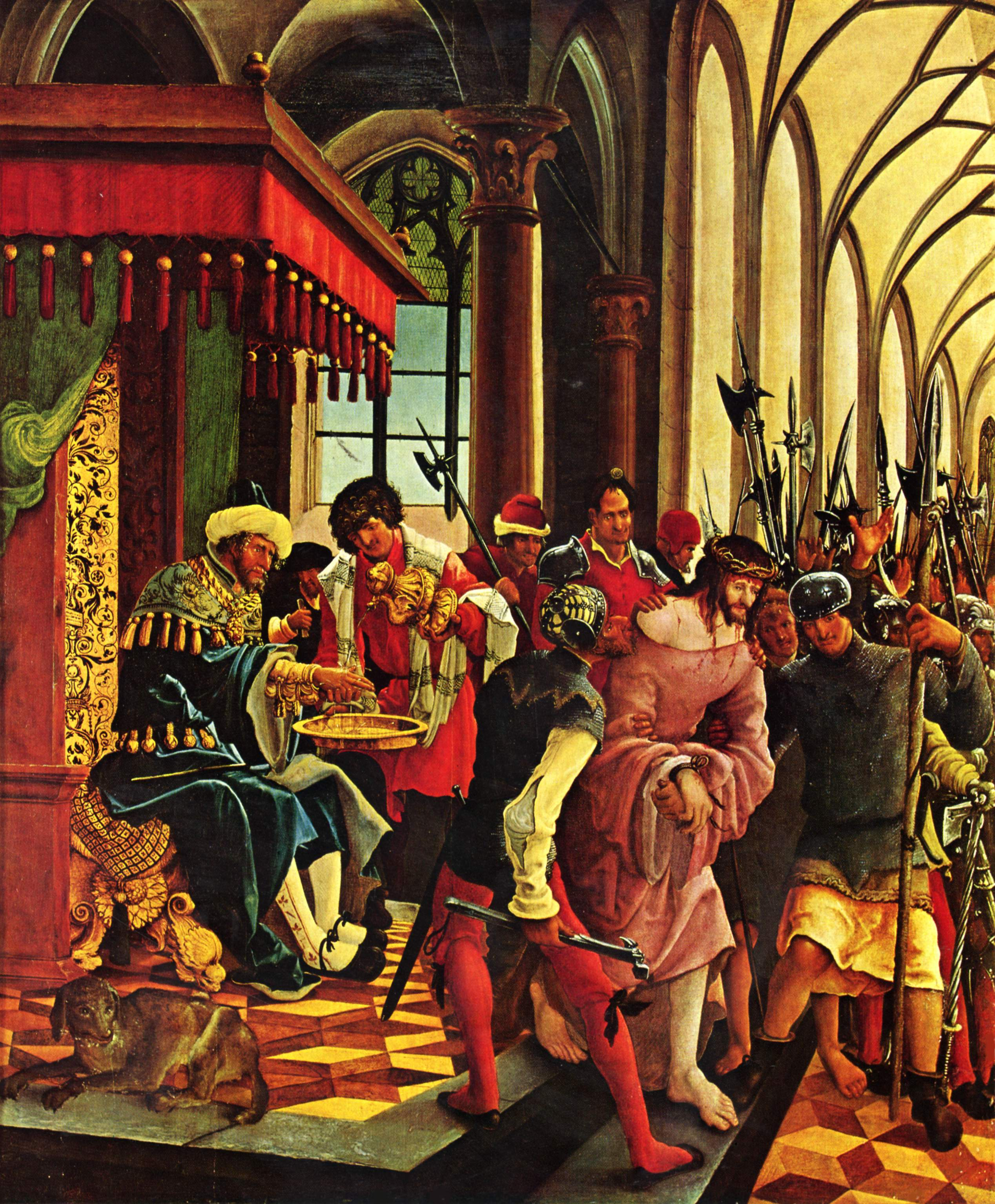
Альбрехт Альтдорфер. «Пилат умывает руки перед народом» (1509 г.)
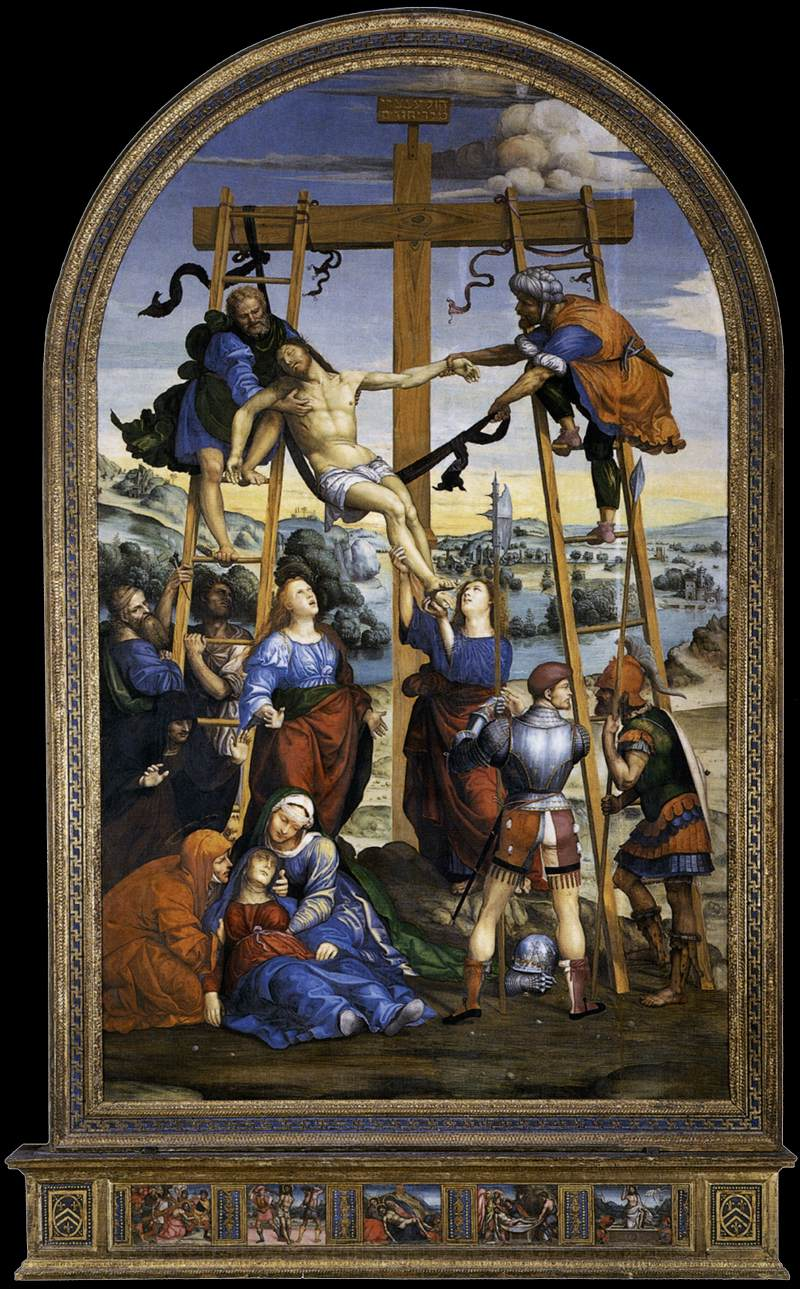
Содома. «Снятие с креста» (1510-1513 гг.)
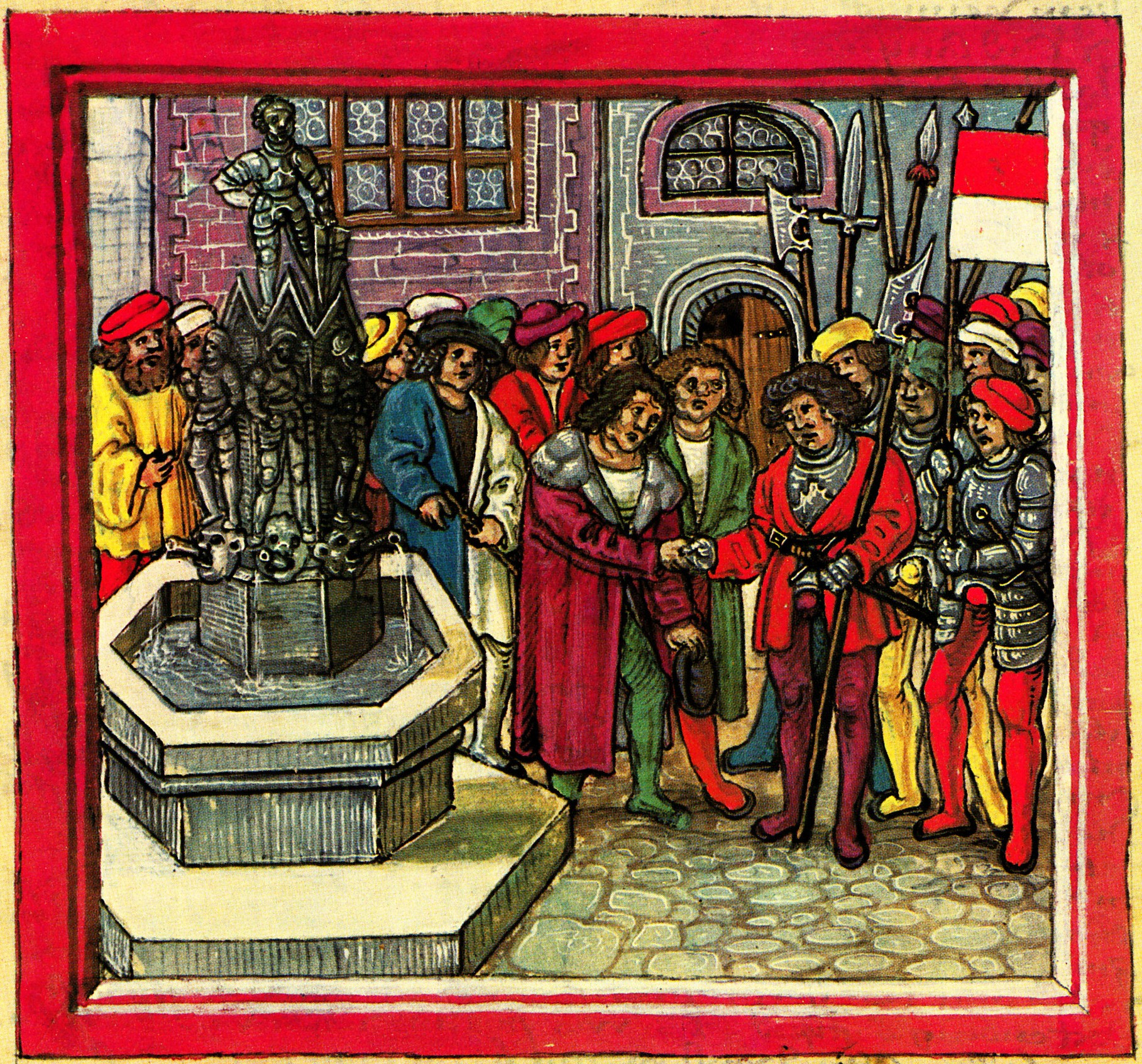
Встреча войск Унтервальдена в Люцерне. Илл. из «Люцернской хроники» Диболда Шиллинга Младшего (1513 г.)
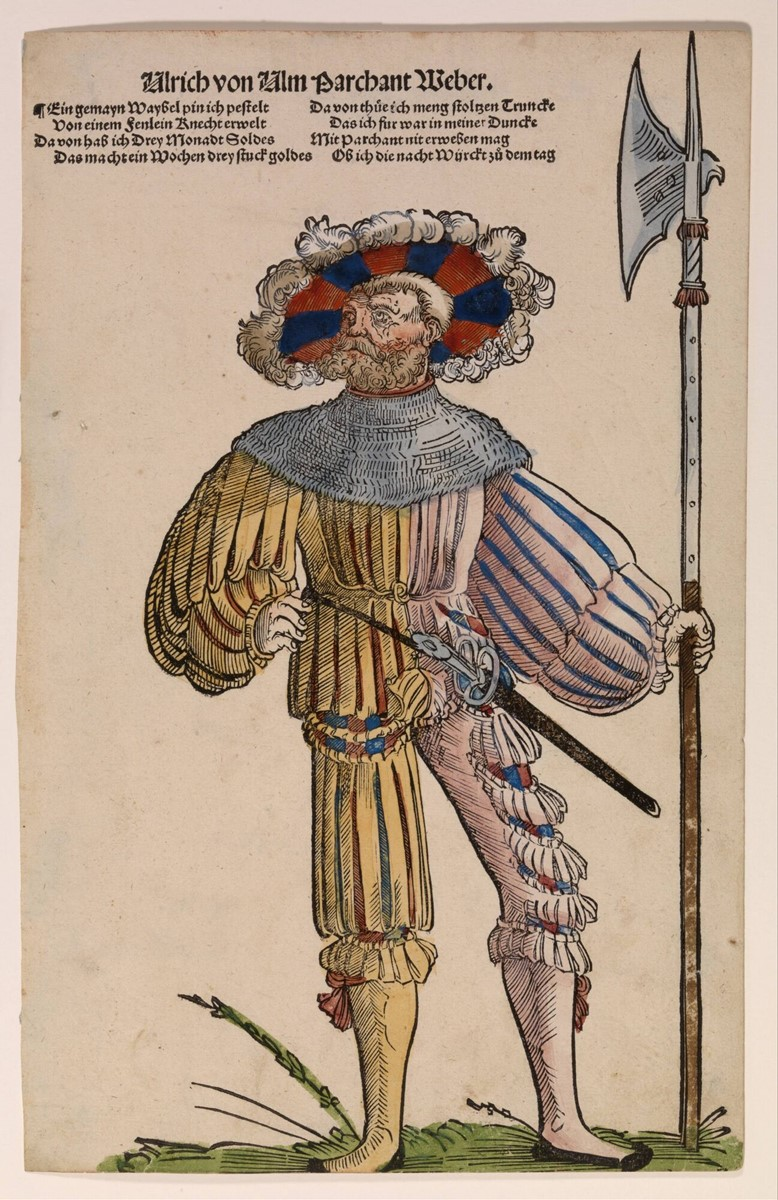
«Ландскнехт с алебардой». Гравюра Никласа Штёра (1530)
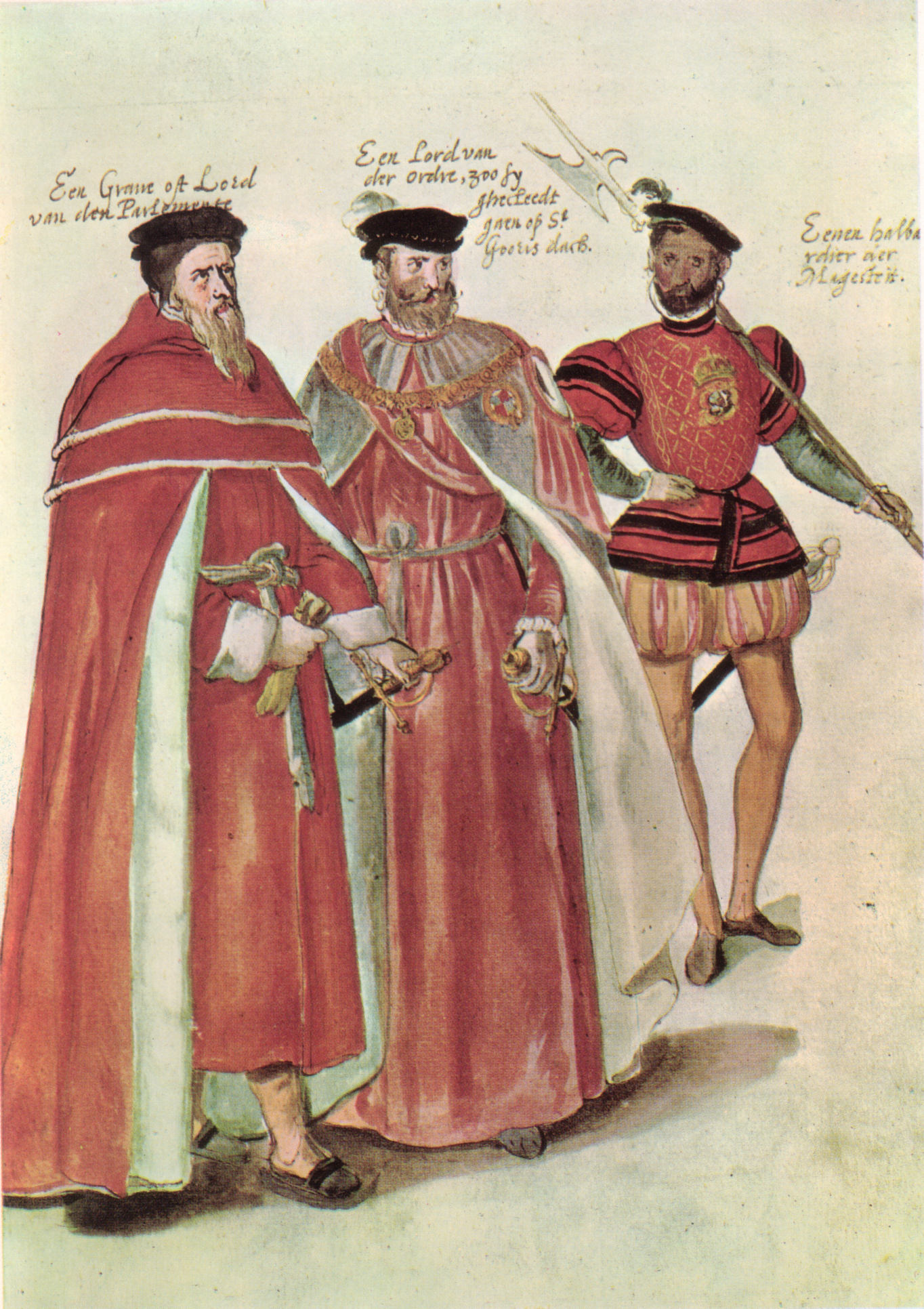
Двое лордов под охраной алебардщика. Акварель из «Всемирного театра старинной и современной моды» Лукаса де Гира (1575 г.)
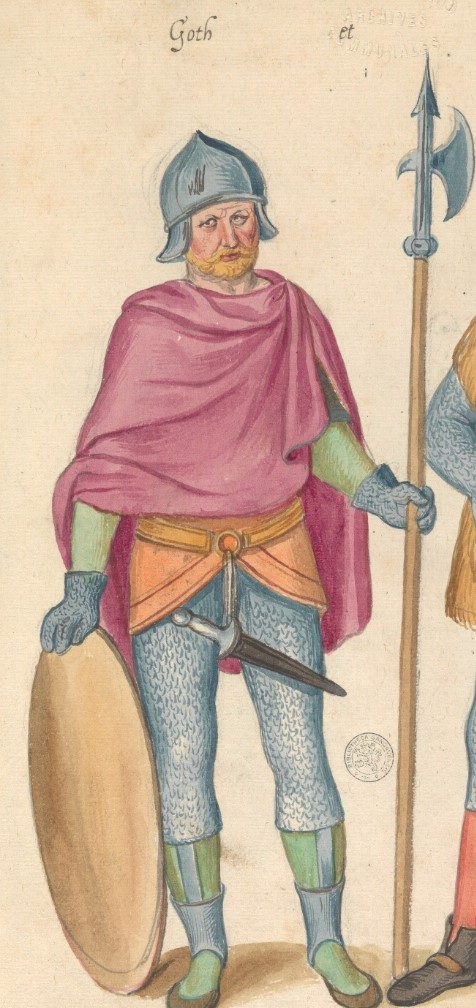
Воин «гот» с алебардой. Акварель из «Всемирного театра старинной и современной моды» Лукаса де Гира (1575 г.)
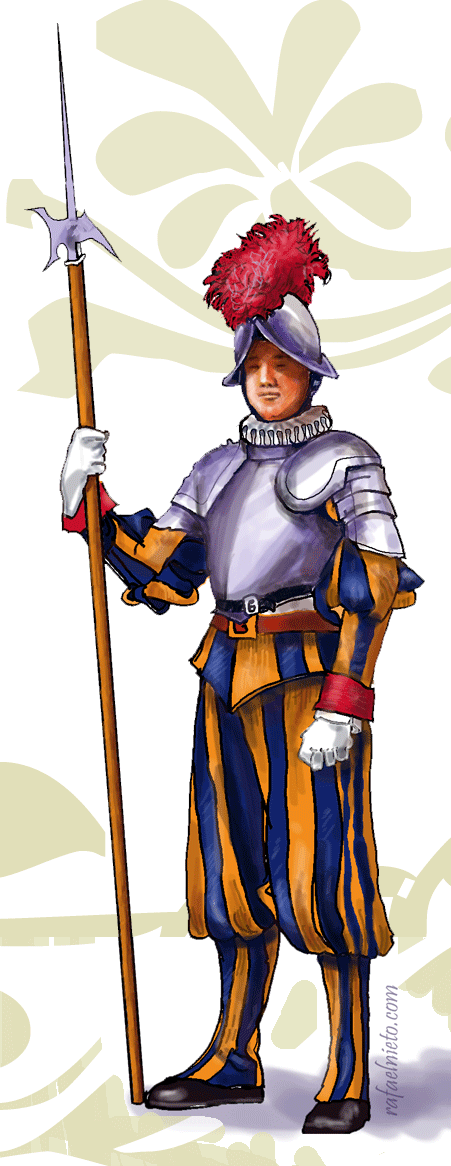
Папский гвардеец с алебардой
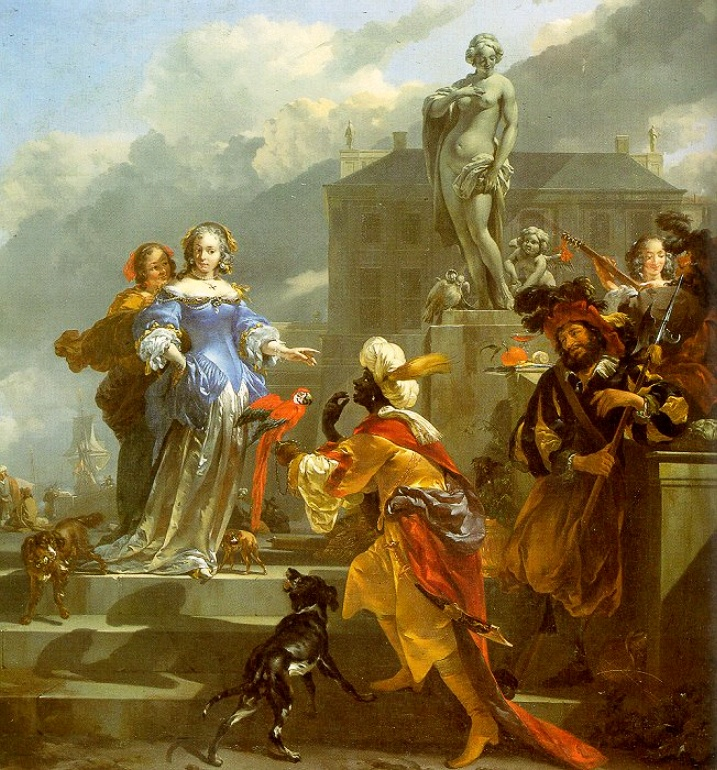
Солдат с алебардой. Голландия, середина XVII века
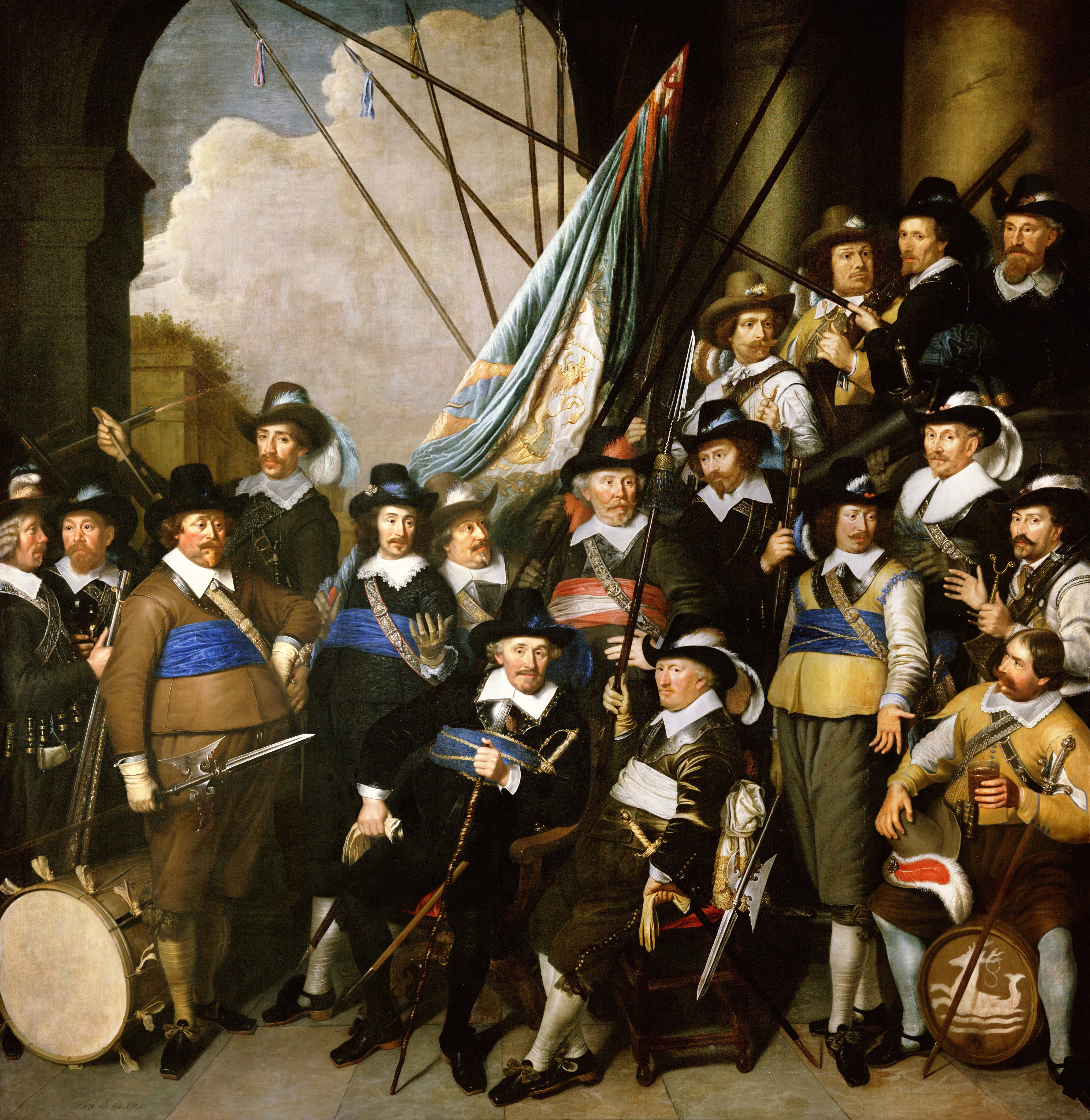
Алебарды и другое оружие Голландия, 1649
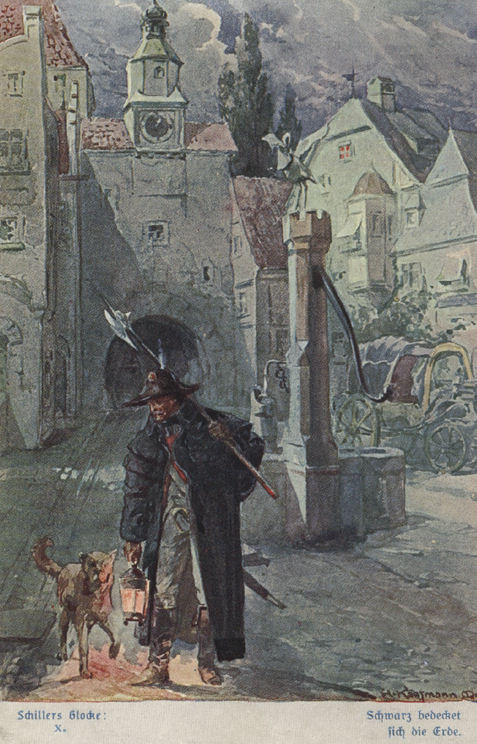
Городской ночной сторож несёт фонарь и алебарду. Иллюстрация к поэме Фридриха Шиллера «Песнь о колоколе» (1799 г.)